# Thérèse van Hall
Thérèse Elise (Thérèse) van Hall (Utrecht, 16 april 1872 – Amsterdam, 17 november 1931) was een Nederlands beeldhouwer en schilder. Ze wordt door Pieter A. Scheen vermeld als Theresia Elisa van Hall.

## Leven en werk
Thérèse van Hall was lid van de familie Van Hall en een dochter van mr. Jacob Nicolaas van Hall (1840-1918) en Julia Elisa Virulij (1848-1937). Haar vader werkte als hoofdambtenaar bij de stadssecretarie in Utrecht, vanaf 1878 in Amsterdam. Hij kreeg later bekendheid als politicus en letterkundige. Van Hall volgde lessen in anatomie en perspectieftekenen aan de Amsterdamse Rijksakademie van beeldende kunsten (1891-1892) en kreeg privéles van de beeldhouwer Joseph Mendes da Costa (1894-1901). Ze schilderde (aquarel), maar was vooral actief als beeldhouwer. Ze werkte daarbij onder meer in natuursteen en hout en maakte voornamelijk kleine mensfiguren, maar ook een aantal grafmonumenten.
Van Hall was lid van onder andere de Haagse Kunstkring en de Nederlandse Kring van Beeldhouwers en exposeerde meerdere malen. Ze vond aandacht voor haarzelf daarbij niet zo nodig, haar werk was de hoofdzaak. Van Hall overleed op 59-jarige leeftijd en werd begraven op Westerveld.

## Werken (selectie)
- Bouwbeeldhouwwerk (1903) aan een erker van een filiaal van Rutten’s Bierbrouwerij De Zwarte Ruiter N.V. in Rotterdam.
- Grafnaald Frans Coenen sr. (1905), Begraafplaats Groenesteeg, Leiden[5]
- Grafmonument van Johan Tehupeiory (1909), Utrecht
- Gedenksteen W.H.C. Schmölling (1910), Rijkskweekschool Haarlem
- Reliëfs Hervormde Burgerschool (1925), Domplein, Utrecht

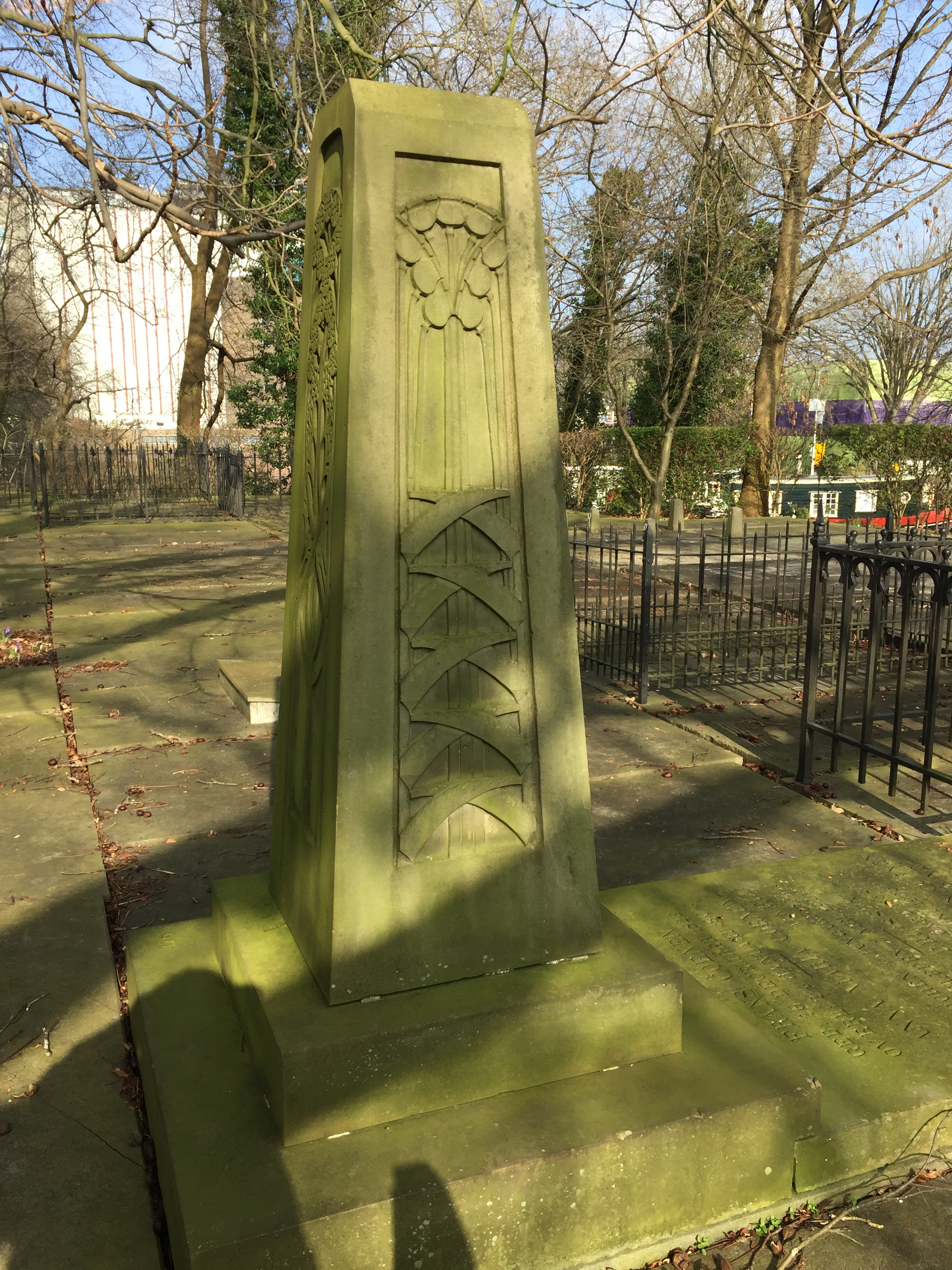
Grafmonument Frans Coenen, Leiden (1905)
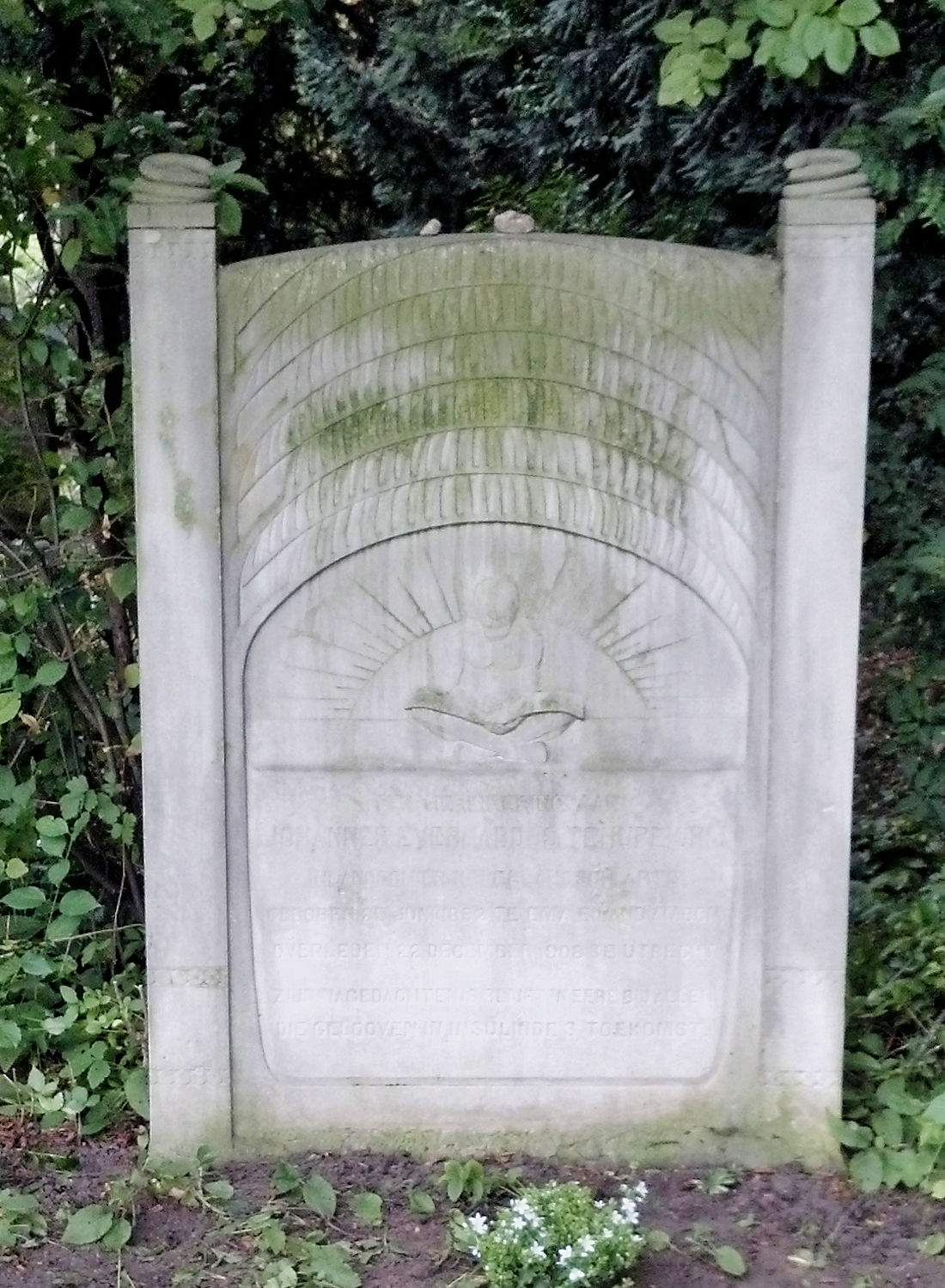
Grafmonument van Johan Tehupeiory (1909), Utrecht
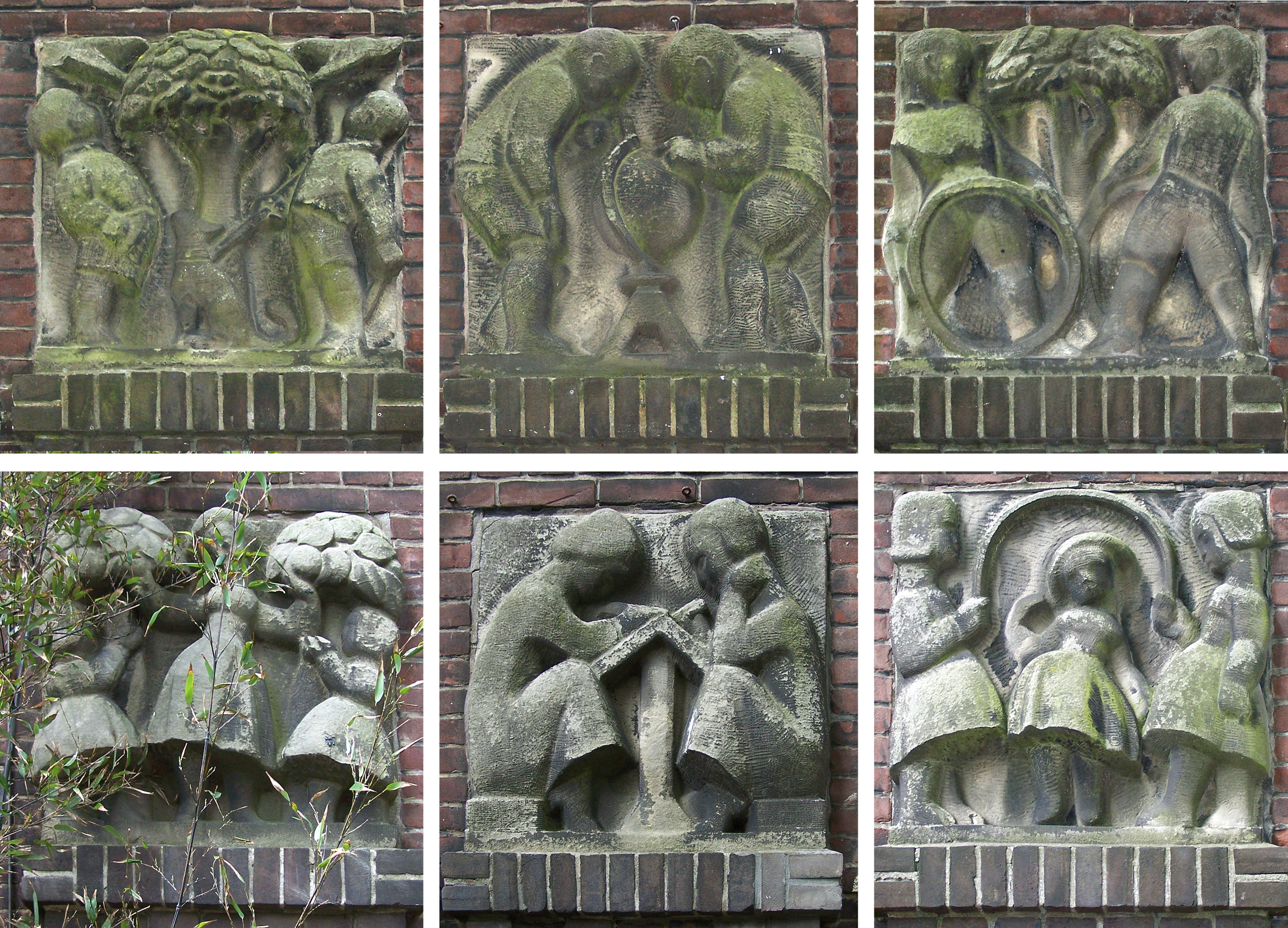
Reliëfs Hervormde Burgerschool (1925), Utrecht

## Exposities
- 1905 kunstkring Rotterdam
- 1911 Stedelijk Museum in Amsterdam.[7]